# Rzeczyca Polna
Rzeczyca Polna (biał. Палявая Рэчыца, Palawaja Reczyca; ros. Полевая Речица, Polewaja Reczica) – wieś na Białorusi, w obwodzie brzeskim, w rejonie żabineckim, w sielsowiecie Stepańki, przy drodze republikańskiej R85.

## Nazwa
Słownik geograficzny Królestwa Polskiego podaje nazwę Rzeczyca bez przymiotnika. Skorowidz miejscowości Rzeczypospolitej Polskiej opracowany na podstawie wyników pierwszego powszechnego spisu ludności z dn. 30 września 1921 r. z 1924 wymienia wieś pod nazwą Rzeczyca Polska, natomiast na mapach Wojskowego Instytutu Geograficznego jest oznaczona jako Rzeczyca (bez przymiotnika) w 1922 oraz jako Rzeczyca Polna w 1931.

## Historia
W XIX i w początkach XX w. położona była w Rosji, w guberni grodzieńskiej, w powiecie brzeskim, w gminie Żytyń.
W dwudziestoleciu międzywojennym leżała w Polsce, w województwie poleskim, w powiecie brzeskim, do 18 kwietnia 1928 w gminie Życin, następnie w gminie Kamieniec Litewski. W 1921 miejscowość liczyła 125 mieszkańców, zamieszkałych w 25 budynkach, wyłącznie Białorusinów wyznania prawosławnego.
Po II wojnie światowej w granicach Związku Sowieckiego. Od 1991 w niepodległej Białorusi.